# François Cognéras
François Cognéras (Francés Conheràs en occitan) est un écrivain de langue occitane né en 1936 à Monestier-Merlines en Corrèze. Il utilise dans ses textes le nord-occitan.

## Publications
- Compagnon du rail, Éditions de Borée, 2013.
- L’Impossible retour, Éditions Lucien-Souny, 2007.
- La Désenchantée, Actes graphiques, 2006.
- L’Espérance mutilée, Actes graphiques, 2003.
- La Mémoire engloutie, Éditions de Borée, 2002.
- Les Classes creuses, Éditions de Borée, 2001.
- Compagnon du rail, Éditions de Borée, 1999.
- La Manifestacion, Ostal del Libre, Aurillac, 1999 (en occitan).
- Les Arbres de mai, Éditions Coralli, 1997.
- La Chance du sabotier, Actes graphiques, 1995.
- Tombé des nues : Les étonnements d’un extraterrestre, Action graphique, 1993.
- Saga d’une famille ordinaire, Action graphique, 1989.
- Le Temps apprivoisé, Action graphique, 1991.
- À partir d'un certain âge..., texte in Inconnues Corréziennes, résonances d'écrivains. Ouvrage collectif, éditions Libel, 2009.